# Plymouth (California)
Plymouth è una città degli Stati Uniti d'America situata nella Contea di Amador, nello Stato della California.